# TerraSAR-X
TerraSAR-X is een Duitse aardobservatiesatelliet, gelanceerd op 15 juni 2007, vanaf de Kosmodroom Bajkonoer in Kazachstan met een Dnepr-raket. Oorspronkelijk was de lancering voorzien op 31 oktober 2006. De satelliet kan radarbeelden van het aardoppervlak maken met een resolutie tot 1 meter. Het voordeel van het gebruik van radar is onder meer dat het niet afhankelijk is van het weer en ook bij duisternis werkt.
Het TerraSAR-project is een publiek-private samenwerking tussen het Duitse centrum voor lucht- en ruimtevaart DLR (Deutsches Zentrum für Luft- und Raumfahrt) en EADS Astrium. DLR bracht ca. 100 miljoen euro in, en Astrium ca. 30 miljoen euro. Astrium bouwde de satelliet in Friedrichshafen. DLR zal de gegevens van de satelliet verwerken in opdracht van de Duitse regering, en Astrium-dochter Infoterra GmbH zal de beelden commercieel exploiteren. Zeven maanden na de lancering werd de satelliet op 7 januari 2008 operationeel verklaard. Het grondstation voor de missie bevindt zich bij DLR in Oberpfaffenhofen.
TerraSAR-X vliegt sinds oktober 2010 in nauwe formatie met een in 2010 gelanceerd zusterschip, TanDEM-X. De afstand tussen beide satellieten bedraagt slechts enkele honderden meters.

## Technische gegevens
De satelliet woog bij de lancering 1230 kg, waarvan ongeveer 400 kg nuttige lading. De zeshoekige satelliet heeft een lengte van 4,88 m en een diameter van 2,4 meter. Hij werkt met een Synthetic Aperture Radar in de X-band (vandaar SAR-X), op een frequentie van 9,65 GHz, dit is een golflengte van 31 mm.
De omloopbaan is een bijna-polaire baan met een inclinatie van 97,5 graden en een hoogte tussen 499 en 512 km.

## Toepassingen

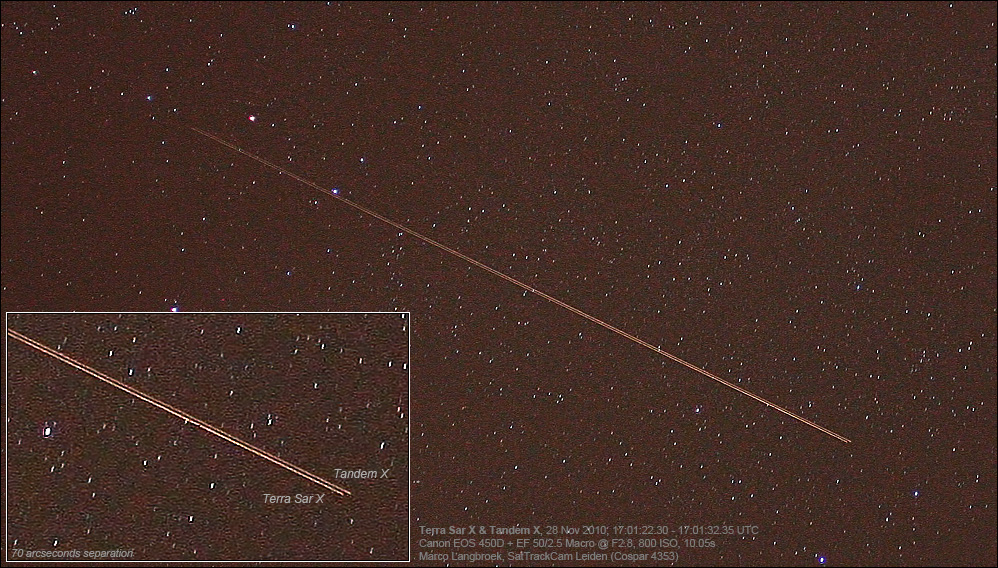
De radar remote sensing satellieten TerraSAR-X en TanDEM-X vliegen in een nauwe formatie (foto Marco Langbroek, Leiden)

Commerciële toepassingen van de radarbeelden situeren zich op het gebied van de cartografie (topografische kaarten, digital elevation models); risicobeheer bij natuurrampen (overstromingen, bosbranden, aardbevingen...); voorspellen van mogelijke aardverschuivingen of verzakkingen...), land- en bosbouw, ruimtelijke planning en milieubeheer enz.
Eén van de mogelijke toepassingen die tijdens de testperiode na de lancering werd uitgetest was het gebruik van de beelden voor verkeersinformatie: individuele voertuigen kunnen op verschillende, kort na elkaar genomen beelden geïdentificeerd worden; dit laat toe hun snelheid te bepalen en te kijken of er filevorming is.
De voorziene levensduur van de missie is 5 jaar; daarna zou de satelliet opgevolgd worden door de TerraSAR-X-2 met een nog hogere resolutie van minder dan 1 meter.